# Drapeau du Chili

Drapeau du Président.

Le drapeau du Chili (en espagnol : la estrella solitaria ; « l'étoile solitaire ») est la pièce d'étoffe nationale de la République du Chili. Il est officiellement adopté le 18 octobre 1817. Il se divise en deux franges horizontales : la frange supérieure est bleue et blanche. La bande inférieure quant à elle est rouge. Dans la zone bleue se situe une étoile à cinq branches de couleur blanche.
Les principales interprétations de l'usage des couleurs du drapeau attribuent l'usage du bleu à la représentation du ciel et de l'océan Pacifique, l'usage du blanc à la représentation des sommets enneigés de la cordillère des Andes et l'usage du rouge à la représentation du sang versé par les héros nationaux dans la lutte pour l'indépendance du pays. De son côté, l'étoile symboliserait les trois pouvoirs de l'État chilien (exécutif, législatif et judiciaire) qui assurent l'intégrité de la nation. Une autre interprétation indique que l'étoile unique est une référence à l'État unitaire, à la différence par exemple, des multiples étoiles présentes sur le Drapeau des États-Unis qui représentent l'État fédéral. Autre interprétation, si l'on considère les vers du Canto XXI, du poème épique de La Araucana (1569), les couleurs de l'actuel drapeau chilien remonteraient aux bandes tricolores utilisées par les toquis mapuches durant la Guerre d'Arauco contre la conquête espagnole. Alors que l'étoile représenterait l'étoile de Arauco selon Bernardo O'Higgins.
Les Forces armées chiliennes effectuent depuis 1949 la cérémonie du serment au drapeau le 9 juillet (cette date correspond à la commémoration des 77 soldats qui moururent durant la bataille de la Concepcíon en 1882, pendant la Guerre du Pacifique). Ce jour fut désigné en 1974 comme « jour officiel du drapeau national ». D'autre part, le 18 octobre 1972 fut désigné comme le « jour de célébration du blason et du drapeau national », mais cette date tomba dans l'oubli.

## Confection et déploiement
Actuellement, la confection du drapeau chilien est officiellement définie dans le décret 1534 du 12 décembre 1967 du ministère de l'Intérieur. Ce décret définit les différentes normes légales et réglementaires à propos de l'usage des emblèmes nationaux – avec d'autre part, la loi 2597 du 11 janvier 1912 (qui fixe les couleurs et les proportions du drapeau national, du drapeau présidentiel et de son insigne) et le décret suprême 5805 du 20 août 1927 du ministère de l'Intérieur (qui fixe les dimensions du drapeau dans le cadre d'un usage sur les édifices publics, mais fut partiellement modifié par le décret 938 du 29 janvier 2013).
Selon les décrets, la proportion entre la hauteur et la largeur du drapeau chilien est de 2:3. La frange horizontale est divisée en deux bandes de taille égale. Alors que le secteur inférieur correspond à la couleur rouge, le secteur supérieur se subdivise à la fois en un carré bleu et un rectangle blanc, dont les proportions sont de 1:2. L'étoile se situe dans le centre du carré bleu, et elle est élaborée selon une circonférence qui correspond à la moitié d'un côté du carré. Le décret définit aussi les tons du drapeau comme bleu turquí, blanc et rouge. Cependant, il n'existe pas de spécifications techniques sur le ton exact des couleurs du drapeau. C'est pourquoi il est possible de rencontrer des drapeaux avec de larges différences de tons de couleur. Le cas le plus notoire est celui du bleu, qui fluctue du bleu brillant au bleu marine.
Le gouvernement du Chili utilise un logo basé sur le drapeau national et ses couleurs sont définies à la fois dans le système Pantone et avec les modèles de couleur CMYK et RGB pour son utilisation au format digital et pour les impressions. Ces couleurs ressemblent aux tonalités officielles du drapeau, mais pas précisément.
La Constitution chilienne de 1980 établit dans son article 2 que les « emblèmes nationaux sont le drapeau national, les Armoiries et l'Hymne national ». De plus, elle signale dans l'article 22 que « tous les habitants de la République doivent respecter le Chili et ses emblèmes nationaux ». Pour sa part, le décret 890 du 26 août 1975 du ministère de l'Intérieur (loi de sécurité de l'État) dit dans son article 6 que « commettent un délit contre l'ordre public [...] b) ceux qui outragent publiquement le drapeau, l'armoirie ou le nom de la patrie ».
En accord avec la loi 20537 du 3 octobre 2011, la forme et les caractéristiques du drapeau national sont contenues dans la loi 2597. Le drapeau peut être utilisé ou hissé sans autorisation préalable. Il faut noter qu'il est obligatoire de hisser le drapeau sur tous les édifices publics et privés, le 21 mai, jour de la marine, et les 2 jours des Fêtes patriotiques, les 18 et 19 septembre.
Selon le protocole, le drapeau doit être hissé sur un mât blanc. S'il est hissé en compagnie d'autres drapeaux, ces derniers doivent être de la même taille ou de taille inférieure. Si le nombre de drapeaux est pair, le drapeau chilien doit être placé à gauche. Si ce nombre est impair, le drapeau chilien doit être placé au centre. Enfin, dans le cas où il est accompagné d'autres drapeaux, le drapeau chilien doit être hissé le premier et descendu le dernier.

## Histoire

### Drapeaux antérieurs à l'indépendance

Ancien drapeau mapuche selon l'œuvre du prêtre Pedro Subercaseaux.

Croix de Bourgogne, emblème militaire de la Monarchie catholique espagnole.

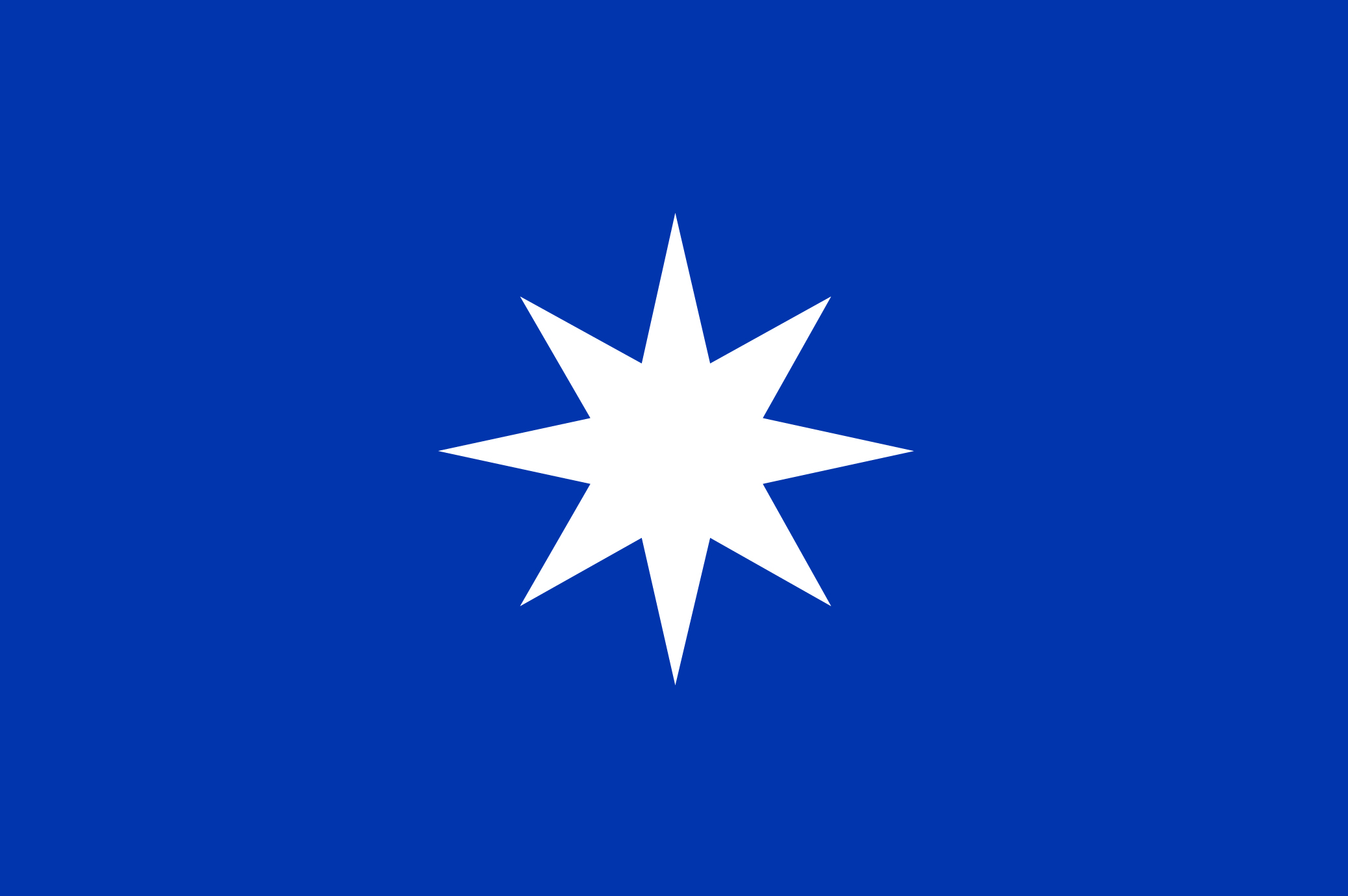
Drapeau qui fut peut être utilisé par les troupes mapuches au début du XVIIIe siècle.

Drapeau utilisé par le roi d'Espagne pour ses domaines à partir de 1785.

L'utilisation de drapeaux pour représenter des personnes, des États ou des nations est une coutume qui fut initiée en Europe et en Chine. C'est pourquoi il est peu probable qu'avant l'arrivée des conquistadores espagnols, ce type de représentation ait existé.
Les premiers récits sur le possible usage de drapeaux de la part les peuples amérindiens remonteraient à la Guerre d'Arauco. La description la plus connue se trouve dans le chapitre XXI du poème épique La Araucana (1569). Dans ce texte, Alonso de Ercilla décrit un guerrier du nom de Talcahuano, qui habitait les terres proches de l'actuelle ville qui porte son nom Talcahuano, qui était suivi par une troupe de guerriers qui portaient des emblèmes bleus, blancs et rouges.
Des descriptions réalisées au XVIIIe siècle affirment que les troupes mapuches utilisaient deux drapeaux, mais il n'y a aucune certitude sur leur ancienneté. Le premier drapeau possédait une étoile blanche à huit branches. Cette étoile dénommée Guñelve par les mapuches était centrée sur une croix appelée Guemil de couleur bleue sur un fond noir. Ce drapeau est brandi par le chef mapuche Lautaro (1534-1557) sur une œuvre du prêtre Pedro Subercaseaux. Selon d'autres spécialistes, le second drapeau était composé d'une étoile blanche sur un fond bleu, similaire au carré apparaissant sur le drapeau actuel du Chili. Cette seconde bannière aurait commencé à être utilisée par les troupes mapuches au début du XVIIIe siècle.
Dans le cas des troupes colonisatrices, elles utilisaient divers drapeaux espagnols. Chaque bataillon possédait son propre drapeau qui pouvait comporter divers éléments héraldiques, incluant les armoiries du roi d'Espagne. L'un des symboles les plus utilisés était la Croix de Bourgogne, une Croix de saint André de couleur rouge sur un fond blanc. Cette croix était l'un des principaux emblèmes de l'Empire espagnol en outremer , car elle était sur les navires de guerre et elle était transportée par les milices en territoire colonial.
En 1785, Charles III établit un drapeau uniforme pour toutes les embarcations de l'Armada espagnole, similaire à l'actuel drapeau hispanique. En janvier 1786, l'usage de ce drapeau s'étendit « aux places maritimes et aux châteaux de toute la côte ». Malgré cela, la croix de Bourgogne continua à être utilisée fréquemment par les organismes coloniaux.

### Drapeau de la Patria Vieja

Drapeau de la Patria Vieja (1812-1814).

Version alternative avec l'écusson national du Chili, la Croix de Santiago et une disposition différente des couleurs.

Le 18 septembre 1810 est proclamée la Première Junte nationale du Chili. Cette junte fut le premier pas dans le processus d'indépendance du Chili. Ce conseil était un moyen de contrôler le gouvernement en l'absence du roi Ferdinand VII. C'est pourquoi les symboles du pouvoir hispanique se maintinrent.
Cependant, les désirs d'émancipation acquirent plus de force durant le gouvernement de José Miguel Carrera. Un de ses premiers actes fut la mise en place de symboles nationaux : une cocarde, des armoiries et un drapeau distinctif pour identifier les patriotes. Selon la tradition, le premier drapeau aurait été brodé par la sœur du gouvernant, Javiera Carrera. Ce drapeau fut présenté et hissé pour la première fois le 4 juillet 1812, durant un dîner avec le consul nord américain Joel Roberts Poinsett, pour célébrer l'anniversaire d'indépendance des États-Unis. Le drapeau se  composait de trois franges horizontales de couleurs bleue, blanche et jaune. Pour le prêtre Camilo Henríquez, ces couleurs représentaient les trois pouvoirs de l'État : la majesté populaire, la loi et la force. Une autre interprétation signale que les couleurs représentent des caractéristiques naturelles : le ciel, la neige des Andes et les champs dorés de blé. Le 30 septembre 1811, durant une célébration pour commémorer la mise en place de la première junte, les armoiries chiliennes de la dénommée Patria Vieja furent adoptées avec solennité et elles furent ajoutées au centre du drapeau.
Bien que la version jaune-blanche-bleue du drapeau de la Patria Vieja soit la plus reconnue actuellement, d'autres versions utilisent une disposition différente des couleurs comme blanc-bleue-jaune par exemple. Dans d'autres occasions, avec les armoiries dans la frange horizontale était rajouté dans le coin supérieur gauche une croix de couleur rouge : la Croix de Santiago. L'origine de cet emblème remonte à la victoire patriotique de la Bataille de El Roble, où dans les affaires des vaincus, conservées comme trophée de guerre, se trouvait un insigne distinctif de l'Ordre de Santiago. Il s'agissait d'un important symbole de l’orgueil espagnol.
Puis, en 1813, à la suite du déclenchement de la Guerre d'indépendance du Chili, les symboles espagnols furent abolis et les forces patriotiques adoptèrent formellement le drapeau tricolore dans le cadre d'un acte sur la Place d'armes de Santiago. Quelques mois plus tard, Carrera abandonna le pouvoir politique et militaire. C'est alors Francisco de la Lastra qui devint directeur suprême du Chili en 1814. La guerre d'indépendance commença alors et généra de grandes pertes pour les troupes patriotiques. C'est pourquoi, le 3 mai 1814 fut signé le Traité de Lircay. Ce traité réaffirmait la mainmise espagnole sur le territoire chilien. D'où la ré-adoption du pavillon colonial à la place du drapeau de la Patria Vieja.
Le drapeau de la Patria Vieja fut réadopté le 23 juillet à la suite du retour au pouvoir de Carrera. Mais à la suite de la bataille de Rancagua les 1er et 2 octobre, et de la défaite du gouvernement patriotique, la reconquête espagnole au Chili commença, et l’étendard impérial fut réadopté. Le drapeau tricolore fut utilisé pour la dernière fois durant la bataille de los Papeles. Cependant, il apparut de nouveau sur les navires que José Miguel Carrera apporta en 1817, et durant ses campagnes en Argentine entre les années 1820 et 1821.
La reconquista prit fin le 12 février 1817 avec la victoire de l'Armée des Andes à la Bataille de Chacabuco. Durant cette bataille, les troupes patriotiques combattirent avec le colonel et avec le drapeau de l'armée des Andes, inspiré du Drapeau de l'Argentine. Il n'y a pas de sources pour savoir si le drapeau bleu-blanc-jaune fut utilisé. Dans son récit sur la bataille, Bartolomé Mitre omit ce détail.
Actuellement, le drapeau de la Patria Vieja est utilisé pendant les commémorations relatives à cette période de l'histoire chilienne, et celles réalisées par l'Institut national José Miguel Carrera, fondé par le gouvernement de Carrera. Bien qu'au commencement il fut symbole du carrerismo, l'emblème fut par la suite adopté par les mouvements nationalistes chiliens.

### Drapeau de la transition

Drapeau de la transition, (1817).

Drapeau possiblement utilisé pendant quelques jours de l'année 1817.

## Drapeau de l'île de Pâques

Drapeau de l'île de Pâques.

L'île de Pâques constitue une province du Chili rattachée à la région de Valparaíso. Sa situation isolée dans le sud-est du Pacifique en fait cependant un territoire spécial.
L'île a adopté le 9 mai 2006 son propre drapeau, où est représenté un Reimiro, ornement traditionnel porté autour du cou par les femmes de l'île.